# Kurt Ritter (Agrarwissenschaftler)
Kurt Ritter  (* 13. April 1894 in Berlin; † 21. Februar 1984 ebenda) war ein deutscher Agrarwissenschaftler und Hochschullehrer.

## Leben und Wirken
Er war der Sohn des Rittergutspächters Alfred Ritter und dessen Ehefrau Käthe geborene Kittler. Nach dem Schulabschluss am Realgymnasium absolvierte er 1913/14 eine landwirtschaftliche Lehre und schlug nach der Teilnahme am Ersten Weltkrieg eine universitäre Ausbildung zum Agrarwissenschaftler ein. 1920 promovierte er. Das Thema seiner Dissertation lautete Die Einwirkung des weltwirtschaftlichen Verkehrs auf die Entwicklung und den Betrieb der Landwirtschaft, insbesondere in Deutschland. Danach arbeitete Ritter bis 1928 im Verband der Preußischen Landwirtschaftskammern. In dieser Zeit habilitierte er sich. 1928 wurde er außerordentlicher und 1935 ordentlicher Professor an der Hochschule für Landwirtschaft in Berlin. Dort wurde er 1936 entlassen. Zum 1. Mai 1937 trat er der NSDAP bei (Mitgliedsnummer 5.542.211). Nach dem Krieg war er von 1950 bis 1957 Professor und Direktor des Instituts für Agrarpolitik der Humboldt-Universität zu Berlin.

## Schriften (Auswahl)
- Die Einwirkung des weltwirtschaftlichen Verkehrs auf die Entwicklung und den Betrieb der Landwirtschaft, insbesondere in Deutschland. Berlin 1921.
- Deutschlands Wirtschaftslage und die Produktionssteigerung der Landwirtschaft. Berlin 1922.
- Zum Problem der Agrarzölle in Deutschland. Mohr, Tübingen 1924.
- Der Getreideverkehr der Welt vor und nach dem Kriege. Berlin 1926.
- Weinproduktion und Weinhandel der Welt vor und nach dem Kriege. 1928.